# Sárszentmiklós
Sárszentmiklós település Fejér vármegyében, a Sárbogárdi járásában. Sárbogárd városrésze. Egykor önálló község volt, hozzá tartozott a falutól délre eső Rétszilas település is.

## Elhelyezkedése
Sárbogárddal dél felől összeépült település a Közép-Mezőföldön, a Sárvíz mellett, a 63-as főút mentén. Dunaújvárossal és Mezőfalvával a 6219-es, Alappal a 6223-as, Pusztaegressel és Mezőszilassal a 6306-os út köti össze. Megszűnt vasúti megállója volt a Pusztaszabolcs–Pécs-vasútvonal és a Sárbogárd–Bátaszék-vasútvonal közös szakaszán. A fenti két vasútvonalhoz csatlakozik a falutól délnyugatra a rétszilasi tavaknál a Mezőfalva–Rétszilas-vasútvonal. Itt, és Rétszilason van egy-egy vasúti megálló.

## Története
Sárszentmiklós 1969-től Sárbogárd része. Árpád-kori település, Nevét az oklevelek 1324-ben említették először Zentnyclos néven. 1333-ban már létezett Szent Miklós tiszteletére szentelt temploma is. Az ősi templom romjai 1770-ben még megvoltak, mai templomát 1795-ben építették.
A település az 1800-as évek végén a Zichy család, Zichy Nándor és János birtokai közé tartozott, ők voltak a falu templomának kegyurai is. A község anyakönyveit 1770-től vezetik. 
Sárszentmiklós a trianoni békeszerződés előtt Fejér vármegye Sárbogárdi járásához tartozott. 1910-ben 3037 lakosából 3025 magyar volt. Ebből 2181 római katolikus, 513 református, 304 pedig evangélikus volt.

## Nevezetességek
- Szent Miklós püspök-templom - 1795-ben épült, orgonája 1883-ban készült. Harangjai közül a 44 cm átmérőjűt Novotny Antal öntötte Temesváron 1913-ban, 94 és 74 cm átmérőjűt 1928-ban Seltenhofer Frigyes fiai, míg a 46 cm átmérőjűt 1937-ben Szlezák László öntötte Budapesten.
- Evangélikus templom
- Rétszilasi-tavak Természetvédelmi Terület

## Híres emberek
- Itt született Radocza János (1835–1926.) ügyvéd, királyi tanácsos, országgyűlési képviselő
- Itt született Lengyel János (1925–1995) színművész

## Képgaléria

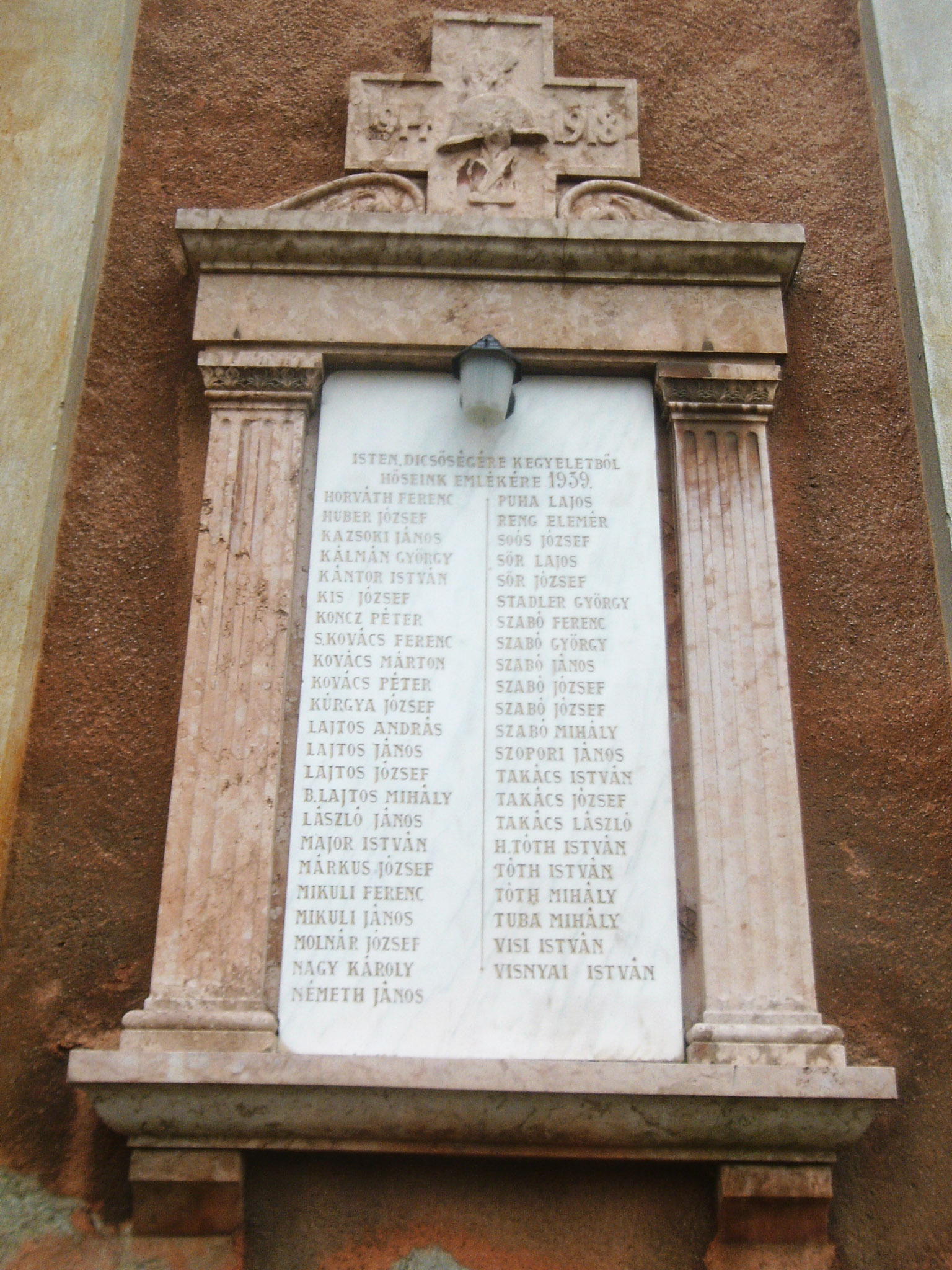
Első világháborús emlékmű
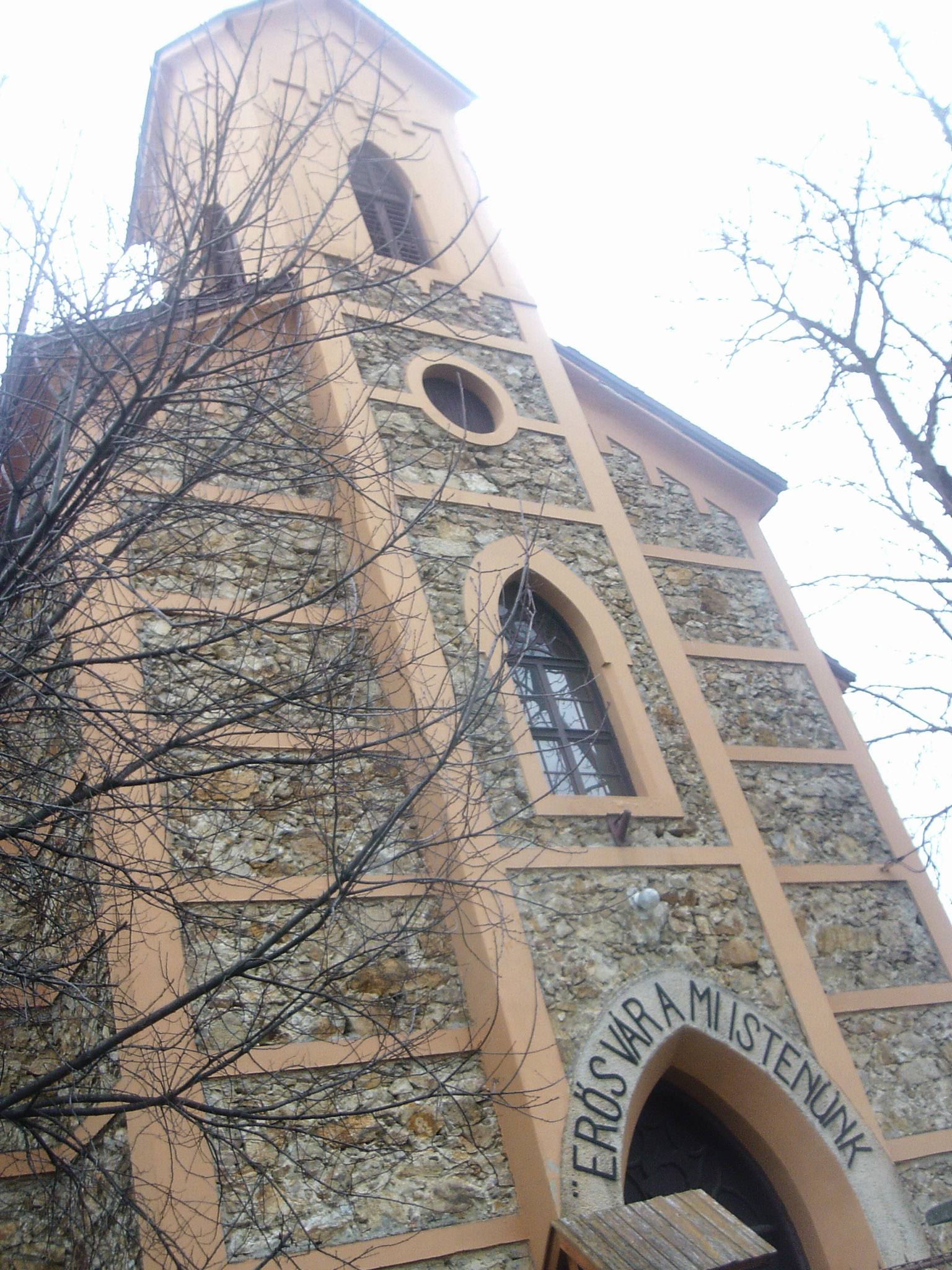
Az evangélikus templom
A kukoricaföld szélén készül az ebéd (1919)